# She, a Chinese
She, a Chinese is een Brits-Frans-Duitse dramafilm uit 2009 onder regie van Xiaolu Guo. Ze won met deze film de Gouden Luipaard op het filmfestival van Locarno.

## Verhaal
Li Mei heeft schoon genoeg van haar eentonige leventje in een klein Chinees plattelandsdorpje. Ze trekt naar de grote stad Tsjoengking en vindt er een baantje in een kapperssalon. Daar wordt ze verliefd op de huurmoordenaar Spikey. Wanneer de gewonde Spikey op een avond thuiskomt, sterft hij aan haar voeten. Mei vlucht vervolgens naar het Westen en komt terecht in Londen, waar ze kan trouwen met een Britse zeventiger. Met hem tracht ze een nieuw leven op te bouwen.

## Rolverdeling
- Lu Huang: Li Mei
- Wei Yi Bo: Spikey
- Geoffrey Hutchings: Geoffrey Hunt
- Chris Ryman: Rachid